# شهرستان رادومسکو
شهرستان رادومسکو (به لاتین: Radomsko County) یک شهرستان در لهستان است که در استان ووتسکی واقع شده‌است.

## خصوصیات
شهرستان رادومسکو ۱٬۴۴۲٫۷۸ کیلومترمربع مساحت و ۱۱۸٬۸۵۶ نفر جمعیت دارد.